# Station Sarby
Station Sarby is een spoorwegstation in de Poolse plaats Sarby.